# نهائي كأس ملك إسبانيا 1999
نهائي كأس ملك إسبانيا 1999 هو النهائي رقم 97 في إطار بطولة كأس ملك إسبانيا ، جمعت المباراة النهائية بين ناديي فالنسيا وأتلتيكو مدريد بتاريخ 26 يونيو على ملعب أولمبيكو بمدينة إشبيلية. وتمكن نادي فالنسيا من تحقيق البطولة بتغلبه على أتلتيكو مدريد بثلاثة أهداف دون مقابل.

## الطريق إلى النهائي
(د: على ملعبه، خ: خارج ملعبه).
| فالنسيا    | فالنسيا | فالنسيا       | فالنسيا       | الدور       | أتلتيكو مدريد       | أتلتيكو مدريد | أتلتيكو مدريد | أتلتيكو مدريد |
| ---------- | ------- | ------------- | ------------- | ----------- | ------------------- | ------------- | ------------- | ------------- |
| الخصم      | إجم.    | مباراة الذهاب | مباراة الإياب |             | الخصم               | إجم.          | مباراة الذهاب | مباراة الإياب |
| ليفانتي    | 4–0     | 0–3 (خ)       | 1–0 (د)       | دور الـ16   | ريال سوسيداد        | 2–2           | 1–2 (خ)       | 0–1 (د)       |
| برشلونة    | 7–5     | 2–3 (خ)       | 4–3 (د)       | ربع النهائي | إسبانيول            | 6–2           | 2–1 (د)       | 1–4 (خ)       |
| ريال مدريد | 7–2     | 6–0 (د)       | 1–2 (خ)       | نصف النهائي | ديبورتيفو لاكورونيا | 1–0           | 0–0 (د)       | 0–1 (خ)       |

## التفاصيل
| فالنسيا                                     | 3–0                | أتلتيكو مدريد |
| ------------------------------------------- | ------------------ | ------------- |
| كلاوديو لوبيز 23'، 82' · غازيكا مندييتا 34' | تقرير (بالإسبانية) |               |